# Сноса
Сноса (норв. Snåsa, южносаам. Snåase) — коммуна в губернии Нур-Трёнделаг в Норвегии. Административный центр коммуны — город Сноса. Площадь коммуны Сноса — 2342,84 км², код-идентификатор — 1736.

## География
В западной части территории коммуны располагается озеро Сносаватн.

## Язык
С 2010 года два языка в коммуне являются официальными — норвежский (нейтральный) и южносаамский.

## Население
Население коммуны на 2007 год составляло 2176 чел.
Население коммуны за последние 60 лет:

Статистика коммуны Сноса